# Teratognathus rubustus
Teratognathus rubustus är en mångfotingart som beskrevs av Carl Graf Attems 1938. Teratognathus rubustus ingår i släktet Teratognathus och familjen Siphonorhinidae. Inga underarter finns listade i Catalogue of Life.